# Pierre-Yves Lux
Pierre-Yves Lux (Ukkel, 24 november 1985) is een Belgisch politicus voor Ecolo.

## Levensloop
Lux behaalde in 2008 het diploma van bio-ingenieur aan de Université Catholique de Louvain. Van 2009 tot 2012 was hij coördinator van het jeugdhuis MJ Club de Jeunesse, in de Brusselse Marollenwijk. Ook was hij van 2009 tot 2011 ondervoorzitter voor interne zaken bij de Jeugdraad van de Franse Gemeenschap. Van 2012 tot 2019 was hij vervolgens adjunct-secretaris-generaal van de CJC, een koepel van jeugdorganisaties, waar hij verantwoordelijk was voor de interne organisatie. In februari 2019 ging Lux aan de slag als kabinetschef van Vincent Vanhalewyn, Ecolo-schepen in de stad Schaarbeek. 
Pierre-Yves Lux was actief in allerlei jeugdorganisaties en was in 2006 medestichter van AV Planète Terre, een vzw die studenten wilde mobiliseren over kwesties rond verantwoord consumeren. Van 2009 tot 2019 was hij tevens bestuurder bij de jeugdorganisatie Jeune et Citoyen. Daarnaast was hij betrokken bij de oprichting van wAnderCoop, een coöperatieve supermarkt met bio- en lokale producten aan gunstige prijzen. 
In 2010 trad hij toe tot de partij Ecolo en werd co-voorzitter van de lokale partijafdeling in zijn woonplaats Anderlecht. In de stad werd hij ook bestuurder van de sociale huisvestingsmaatschappij Foyer Anderlechtois.
In juli 2019 werd Lux voor Ecolo lid van het Brussels Hoofdstedelijk Parlement, als opvolger van Brussels staatssecretaris Barbara Trachte. In september 2019 werd Lux ook lid van het Parlement van de Franse Gemeenschap. Als parlementslid ging hij zich toeleggen op huisvesting en het recht op huisvesting, jeugd, cultuur en het verenigingsleven.   Lux vervulde zijn parlementaire mandaten tot aan de Brusselse gewestverkiezingen van juni 2024 en werd daarbij niet herkozen.